# Lippia callicarpifolia
Lippia callicarpifolia là một loài thực vật có hoa trong họ Cỏ roi ngựa. Loài này được Kunth mô tả khoa học đầu tiên năm 1818.